# Ivan Grohar
Ivan Grohar (15. června 1867, Spodnja Sorica, Slovinsko – 19. dubna 1911, Lublaň) byl slovinský impresionistický malíř.

## Život
Zájem o umění projevil v mladém věku, byl povzbuzován místním vikářem. Pracovat začal v malířském studiu ve městě Kranj a později v Záhřebu. Koncem století se stal renomovaným malířem náboženských obrazů a získal několik prestižních komisí. Po přestěhování do Mnichova se začal zajímat o impresionismus, kde ho v roce 1899 Rihard Jakopič představil Antonínovi těžbě. Zde se poznal i s takovými osobnostmi jako Matija Jama a Matej Sternen. Navzdory svým složitým sociálním podmínkám se účastnil výstavách ve Vídni, Bělehradě, Berlíně, Londýně, Sofii, Terstu, Varšavě a Krakově. V roce 1909 měl část výstavy, kde slavil 80 let vizuálního umění na slovinském území v Jakopičově pavilonu v Lublani.